# Gunnar Torstensson
Torsten August Gunnar Torstensson, född 22 juni 1895 i Gamleby församling, Kalmar län, död 13 mars 1997 i Uppsala, var en svensk agronom. 
Torstensson tog 1921 agronomexamen vid Leipzigs universitet och blev 1924 filosofie doktor vid Jenas universitet. Han var 1934–1962 professor i allmän jordbrukslära vid Lantbrukshögskolan, var 1956–1958 högskolans prorektor och dess rektor 1958–1963.
Torstensson blev ledamot av Lantbruksakademien 1944.